# Пушкинское благочиние (Санкт-Петербургская епархия)
Пушкинское (Царскосе́льское) благочиние — округ Санкт-Петербургской епархии Русской православной церкви, объединяющий храмы в пределах Пушкинского района Санкт-Петербурга.
Образовано в 1998 году. По состоянию на 2014 год включает 13 приходов. Благочинным округа является протоиерей Никита Зверев, настоятель Екатерининского собора в Пушкине. Почётным благочинным является протоиерей Геннадий Зверев.

## История
Отдельный благочиннический округ был основан в 1780 году одновременно с образованием Софийского уезда с центром в городе София. Благочиние называлось по уезду — Софийское. В него входили все храмы епархиального ведомства. В 1796 году площадь и количество храмов благочиния увеличились после включения в состав уезда территории упраздненного Рождественского уезда. В 1823 году название округа сменилось на «Благочиние Павловска, Гатчины и Царского Села», а через 6 лет Царскосельский уезд был разделён на два благочиннических округа. Это разделение сохранялось до 1922 года, когда часть территории Детскосельского уезда отошла к Гатчинскому уезду С этого времени и до 1940 года благочинными в Детском Селе являются настоятели Екатерининского собора. На рубеже 1917—1918 годов второй округ издавал «Благочиннический вестник».
Кроме того, в 1920-е годы в Детском Селе существовало своё викариатство. Епископами Детскосельскими были епископы Сергий (Зенкевич) (30 октября — 30 декабря 1927 года) и (одновременно и Шлиссельбургским) Григорий (Лебедев) (30 декабря 1927 года — май 1928 года).
С 30 августа 1922 года по 12 сентября 1923 года обновленческий «епископ» Михаил Попов носил титул Детскосельского.
С 1940-х годов отдельный благочиннический округ с центром в Пушкине прекратил существование. Современное благочиние выделено 1 июня 1998 года из состава Петергофского округа.
12 марта 2013 года было образовано титулярное Царскосельское викариатство, епископом которого стал настоятель Феодоровского собора Маркелл (Ветров). С того же момента, в результате образования отдельных епархий в Ленинградской области, часть приписных и самостоятельных приходских храмов благочиния оказалась на территории других епархий Санкт-Петербургской митрополии. Все самостоятельные приходы, расположенные в Тосненском районе, отошли к Тосненскому благочинническому округу Гатчинской епархии.
9 сентября 2014 года храмы округа, находящиеся в Колпинском районе Санкт-Петербурга, были выделены в отдельное Колпинское благочиние

### Благочинные
| Благочинные за всю историю с 1780 года по настоящее время               | Благочинные за всю историю с 1780 года по настоящее время          | Благочинные за всю историю с 1780 года по настоящее время                                |
| Даты                                                                    | Благочинный                                                        | Центральный храм                                                                         |
| Софийское благочиние 1780—1823 годов                                    | Софийское благочиние 1780—1823 годов                               | Софийское благочиние 1780—1823 годов                                                     |
| ----------------------------------------------------------------------- | ------------------------------------------------------------------ | ---------------------------------------------------------------------------------------- |
| 1780—1785                                                               | священник Стефан Иванов                                            | Смоленская церковь в Большом Пулково                                                     |
| ноябрь 1785—февраль 1795                                                | священник Иоанн Григорьев                                          | Софийская Царе-Константиновская церковь                                                  |
| февраль 1795—1817                                                       | священник Симеон Яковлев                                           | Вознесенская церковь в Фёдоровском Посаде, затем Софийская Царе-Константиновская церковь |
| май 1817—1823                                                           | священник Пётр Николаевич Николаев                                 | Вознесенская церковь в Фёдоровском Посаде, затем Царскосельская Знаменская церковь       |
| Благочиние Павловска, Гатчины и Царского Села 1823—1829 годов           |                                                                    |                                                                                          |
| 1823—1829                                                               | священник Пётр Николаевич Николаев                                 | Царскосельская Знаменская церковь                                                        |
| 1-й Царскосельский (с 1918 года — Детскосельский) округ, 1829—1941 годы |                                                                    |                                                                                          |
| 1831(?)—1853                                                            | священник Антоний Игнатьевич Игнатьев                              | Кузьминская Благовещенская церковь                                                       |
| 1853—1874—…                                                             | протоиерей Владимир Андреевич Славинский                           | Гатчинский Павловский собор                                                              |
| …—1878—1879                                                             | священник Феодор Калинникович Положенский, исполняющий обязанность | Екатерининская церковь в Царской Славянке                                                |
| 1879—1881                                                               | протоиерей Павел Васильевич Лебедев                                | Покровская церковь при Николаевском сиротском институте в Санкт-Петербурге               |
| 1881—1892                                                               | протоиерей Василий Михайлович Гиляровский                          | Церковь иконы Божией Матери «Всех скорбящих Радость» в Санкт-Петербурге                  |
| 1892—1894                                                               | протоиерей Константин Иванович Хутынский                           | Пулковская церковь Смоленской иконы Божией Матери                                        |
| 3 февраля 1894—11 февраля 1910                                          | протоиерей Афанасий Иванович Беляев                                | Царскосельский Екатерининский собор                                                      |
| 11 февраля 1910—1935                                                    | протоиерей Николай Иванович Смирнов                                | Царскосельский Екатерининский собор                                                      |
| 1935—1936                                                               | протоиерей Феодор Фёдорович Забелин                                | Детскосельский Екатерининский собор                                                      |
| 2-й Царскосельский (с 1918 года — Детскосельский) округ, 1823—1922 годы |                                                                    |                                                                                          |
| 1812—1831                                                               | священник Евтихий Семенов Литвин                                   | Никольская церковь в Сиворицах                                                           |
| …—май 1864                                                              | священник Василий Гаврилович Фаворский                             | Вознесенская церковь в Фёдоровском Посаде                                                |
| 1864—1892                                                               | протоиерей Иоанн Саввич Беляев                                     | Никольская церковь в Ям-Ижоре                                                            |
| …—20 декабря 1894                                                       | протоиерей Феодор Калинникович Положенский                         | Екатерининская церковь в Царской Славянке                                                |
| 1895—8 сентября 1912                                                    | протоиерей Владимир Захарович Образцов                             | Гатчинский Павловский собор                                                              |
| 1912—1918                                                               | протоиерей Иоанн Яковлевич Богоявленский                           | Гатчинский Павловский собор                                                              |
| 1918—1919                                                               | иерей Сергий Лебедев                                               |                                                                                          |
| Царскосельское благочиние с 1998 года                                   |                                                                    |                                                                                          |
| 1 июня 1998 — 30 апреля 2017                                            | протоиерей Геннадий Леонидович Зверев                              | Царскосельский Вознесенский (Софийский) собор                                            |
| 30 апреля 2017 — настоящее время                                        | протоиерей Никита Геннадьевич Зверев                               | Царскосельский Екатерининский собор                                                      |

С 8 мая 1917 года (до конца года) протоиерей Афанасий Иванович Беляев был благочинным военных церквей Царского Села и Павловска.

### Приходы Царскосельских благочиний (по состоянию на 1916 год)
| 1-й Царскосельский благочиннический округ | 1-й Царскосельский благочиннический округ | 1-й Царскосельский благочиннический округ           |
| Населённый пункт                          | Приходская церковь и дата основания прихода | Изображение                                         |
| ----------------------------------------- | --- | --------------------------------------------------- |
| Царское Село                              | Екатерининский собор, 1840 Приписаны: - Церковь преподобного Антония Печерского при Софийской церковно-приходской школе (1903) - Церковь иконы Божией Матери «Всех скорбящих Радость» при Царскосельской общине сестёр милосердия Российского общества Красного Креста (1914) | Екатерининский собор Скорбященская церковь          |
| Царское Село                              | Церковь иконы Божией Матери «Всех скорбящих Радость» при Царскосельском дворцовом госпитале, 1817 (1852) |                                                     |
| Царское Село                              | Церковь Казанской иконы Божией Материна Казанском кладбище, 1860 (1790) Приписана: - Церковь иконы Божией Матери «Утоли моя печали» на Братском кладбище героев Первой мировой войны (1915)                                                                                   | Казанская церковь Братская церковь                  |
| Царское Село                              | Рождества Пресвятой Богородицы при Царскосельской Николаевской гимназии, 1877 (1872) |                                                     |
| Царское Село                              | Церковь святителя Николая Чудотворца при Царскосельском реальном училище императора Николая II, 1903 |                                                     |
| Царское Село                              | Церковь святителя Николая Чудотворца при городской тюрьме, 1904 |                                                     |
| Царское Село                              | Церковь святого великомученика Димитрия Солунского и преподобной Марии Египетской при родильном приюте М. А. Дрожжиной, 1907 |                                                     |
| Александровская                           | Церковь Казанской иконы Божией Матери, 1910 (1907) |                                                     |
| Вырица                                    | Церковь святых апостолов Петра и Павла, 1908 |                                                     |
| Вырица                                    | Церковь Казанской иконы Божией Матери, 1914 |                                                     |
| Еглино                                    | Церковь Успения Пресвятой Богородицы, 1912 |                                                     |
| Ковшовка Малая                            | Церковь Казанской иконы Божией Матери, 1910 |                                                     |
| Колпино                                   | Церковь-школа Вознесения Господня, 1901 |                                                     |
| Кузьмино Большое                          | Церковь Благовещения Пресвятой Богородицы, 1716 (1785) |                                                     |
| Лисинское учебное лесничество             | Церковь Воздвижения Честного Креста Господня, 1846 (1862) |                                                     |
| Московская Славянка                       | Церковь Преображения Господня, 1787 |                                                     |
| Новолисино                                | Церковь Смоленской иконы Божией Матери, 1843 (1851) |                                                     |
| Павловск                                  | Церковь святой равноапостольной Марии Магдалины при Учительской семинарии принца П.Г. Ольденбургского, 1881 |                                                     |
| Павловск                                  | Церковь святых праведных Иоакима и Анны на городском кладбище, 1887 |                                                     |
| Павловск                                  | Церковь святой мученицы царицы Александры при Сиротском приюте «Елизаветы и Марии» и Сиротском отделении имени великой княгини Александры Иосифовны, 1909 |                                                     |
| Подобедовка                               | Церковь святого благоверного князя Александра Невского, 1904 (1909) Приписана: - Церковь-школа святителя Николая Чудотворца (1902) | Два храма                                           |
| Посёлок                                   | Церковь-школа Преображения Господня, 1915 |                                                     |
| Пулково Большое                           | Церковь Смоленской иконы Божией Матери, 1749 (1785) |                                                     |
| Саблино Новое                             | Церковь святителя Николая Чудотворца, 1908 |                                                     |
| Самопомощь                                | Церковь Святой Троицы, 1910 (1905) |                                                     |
| Тосно                                     | Церковь Казанской иконы Божией Матери, 1717 (1817) Приписана: - Церковь святой равноапостольной Марии Магдалины (?) при Тосненском детском приюте ведомства учреждений императрицы Марии (1908)                                                                               |                                                     |
| Усть-Введенское                           | Церковь Введения во Храм Пресвятой Богородицы, 1845 |                                                     |
| Фёдоровский посад                         | Церковь Вознесения Господня, 1785 |                                                     |
| Царская Славянка                          | Церковь святой великомученицы Екатерины, 1747 |                                                     |
| Царская Славянка                          | Церковь святой равноапостольной княгини Ольги при Ольгинском детском приюте трудолюбия, 1898 |                                                     |
| Ям-Ижора                                  | Церковь святителя Николая Чудотворца, 1841 Приписана: - Церковь святителя Николая Чудотворца на кладбище (1887) | Никольская церковь Никольская кладбищенская церковь |

| 2-й Царскосельский благочиннический округ | 2-й Царскосельский благочиннический округ | 2-й Царскосельский благочиннический округ   |
| Населённый пункт                          | Приходская церковь и дата основания прихода | Изображение                                 |
| ----------------------------------------- | --- | ------------------------------------------- |
| Гатчина                                   | Собор святого апостола Павла, 1852 Приписаны: - Церковь Всех святых на старом кладбище (1889) - Церковь Усекновения главы святого Иоанна Предтечи на новом кладбище (1910)                                                          | Павловский собор Церковь Всех святых        |
| Гатчина                                   | Церковь святого благоверного князя Александра Невского при Гатчинском Николаевском сиротском институте, 1826 |                                             |
| Гатчина                                   | Церковь святого апостола Павла при госпитале, 1797 (1823) |                                             |
| Гатчина                                   | Русско-эстонская церковь-школа Успения Пресвятой Богородицы, 1907 |                                             |
| Гатчина                                   | Церковь Святой Троицы в Реальном училище, 1911 |                                             |
| Гатчина                                   | Церковь Покрова Пресвятой Богородицы подворья Пятогорского Богородицкого женского монастыря, 1896 (1914) |                                             |
| Александровская (Тайцы)                   | Церковь святого благоверного князя Александра Невского, 1794 |                                             |
| Белогорка                                 | Церковь святителя Николая Чудотворца в усадьбе Е. А. Фоминой (Елисеевой), 1906 |                                             |
| Грызово                                   | Церковь святых апостолов Петра и Павла, до 1731 (1879) |                                             |
| Вохоново                                  | Женский монастырь святой равноапостольной Марии Магдалины, 1889 (1884) |                                             |
| Дружноселье Новое                         | Церковь Святой Троицы, 1841 (1911) |                                             |
| Дылицы                                    | Церковь Владимирской иконы Божией Матери, 1766 Приписаны: - Церковь святой равноапостольной княгини Ольги на кладбище в Елизаветино (1889) - Церковь Святой Троицы в Пятой Горе (1831)                                              | Владимирская церковь Троицкая церковь       |
| Красное Село                              | Церковь Святой Троицы, 1727 (1854) Приписаны: - Церковь святой равноапостольной Ольги при инвалидном доме Георгиевской общины Красного Креста в Дудергофе (1883) - Церковь-школа преподобного Серафима Саровского в Горелово (1905) | Троицкая церковь                            |
| Красное Село                              | Церковь святого благоверного князя Константина Ярославского и великомученицы Варвары при училище имени императрицы Марии Федоровны и писчебумажной фабрике наследников К.П.Печаткина, 1906                                          |                                             |
| Курковицы                                 | Пятогорский Богородицкий женский монастырь, 1899 (1895) |                                             |
| Орлино                                    | Церковь Преображения Господня, до 1717 (1809) |                                             |
| Рождествено                               | Церковь Рождества Пресвятой Богородицы, 1716 (1886) Приписана: - Церковь Вознесения Господня на кладбище (1784) | Рождественская церковь Вознесенская церковь |
| Сиворицы                                  | Церковь святителя Николая Чудотворца, 1719 (1784) Приписана: - Церковь святого великомученика Пантелеимона Целителя при земской больнице для душевнобольных (1911)                                                                  |                                             |
| Старосиверская                            | Церковь Преображения Господня, 1913 |                                             |
| Суйда                                     | Церковь Воскресения Христова, 1718 (1845) Приписаны: - Церковь Воскресения Христова (1916) - Церковь святых апостолов Петра и Павла в Сиверской (1889) - Церковь святых апостолов Петра и Павла в Карташевской (1913)               | Сиверская церковь                           |
| Тайцы                                     | Церковь святителя Алексия, митрополита Московского, 1914 Приписана: - Церковь святой равноапостольной Марии Магдалины при Таицком санатории для грудных больных (1898)                                                              | Церковь свт. Алексия                        |
| Ящера                                     | Церковь преподобного Сергия Радонежского, 1872 |                                             |

### Прочие храмы на территории благочиний
На территории Царскосельского уезда находились храмы как других благочиний, так и ведомств:
- Благочиния епархиального ведомства:
  - Царское Село: Церковь Покрова Пресвятой Богородицы при Царскосельском женском училище епархиального ведомства (относилась к благочинию Казанского собора);
  - Новое Большево: Церковь Тихвинской иконы Божией Матери в детском приюте Общества вспоможения бедным (относилась к приходу Санкт-Петербургской Покровской церкви).
- Ведомство протопресвитера придворного духовенства:
  - Царское Село: Воскресенская церковь в Екатерининском дворце, Знаменская церковь, церковь святой царицы Александры в Александровском дворце.
  - Гатчина: Троицкая церковь в Гатчинском дворце,
  - Павловск: Петропавловская церковь и церковь святых Константина и Александры в Большом дворце, церковь Марии Магдалины в Мариинском госпитале.
  - Тярлево: Преображенская церковь.
- Ведомство протопресвитера военного и морского духовенства:
  - Царское Село: Софийский собор лейб-гвардии Гусарского полка, Феодоровский Государев собор, Зосимо-Савватиевская церковь лейб-гвардии 1-го стрелкового полка, Сергиевская церковь лейб-гвардии 2-го стрелкового полка, Александро-Невская церковь лейб-гвардии 4-го стрелкового полка, Иулиановская церковь лейб-гвардии Кирасирского его ведичества полка, Никольская церковь в военном госпитале, церковь святой царицы Александры при Доме призрения увечных воинов императрицы Александры Феодоровны.
  - Гатчина: Никольская церковь лейб-гвардии Кирасирского её величества полка, Сергиевская церковь 23-й артиллерийской бригады, Покровская церковь в Егерской слободе.
  - Колпино: Троицкий собор, Никольская кладбищенская церковь.
  - Красное Село: Александро-Невская церковь при военно-полевом госпитале, Александро-Невская в лагере 1-й пехотной дивизии, Ольгинская в лагере лейб-гвардии Конного полка, церковь в лагере лейб-гвардии Павловского полка, Никольская лагерная церковь.
  - Павловск: Никольская церковь.

## Храмы благочиния

### Храмы на территории округа
| Название                                                                 | Период строительства  | Краткое описание | Изображение | Адрес                                                                                               | Комментарии |
| ------------------------------------------------------------------------ | --------------------- | --- | ----------- | --------------------------------------------------------------------------------------------------- | --- |
| Собор святой великомученицы Екатерины                                    | 2006—2010 (1836—1840) | Храм в русско-византийском стиле, построен по проекту архитектора Константина Тона. Престолы: - святой великомученицы Екатерины - Священномученика Иоанна Царскосельского - Святых царственных страстотерпцев Настоятель — протоиерей Никита Геннадьевич Зверев. |             | Пушкин, Соборная площадь, 1 59°43′13″ с. ш. 30°24′26″ в. д.                                         | |
| Собор Вознесения Господня (Софийский)                                    | 1782—1788             | Храм в стиле ранний классицизм, построен по проекту архитекторов Чарльза Камерона и Ивана Старова, колокольня — по проекту архитектора Леонтия Бенуа. Престолы: - Вознесения Господня - Святых равноапостольных царей Константина и Елены - Святого благоверного великого князя Александра Невского Настоятель — протоиерей Геннадий Леонидович Зверев. Объект культурного наследия № 7810485000 |             | Пушкин, Софийская площадь, 1 59°42′18″ с. ш. 30°23′38″ в. д.                                        | В отдельно стоящей колокольне — часовня преподобного Серафима Саровского                                                                                        |
| Собор Феодоровской иконы Божией Матери (Государев)                       | 1909—1912             | Храм в неорусском стиле, построен по проекту архитектора Владимира Покровского. Престолы: - Феодоровской иконы Божией Матери - Святителя Алексия, митрополита Московского (не освящён) - Преподобного Серафима Саровского (нижний) Настоятель — иерей Герман Александрович Ранне. Объект культурного наследия № 7810445060                                                                       |             | Пушкин, Академический проспект, 34 59°43′32″ с. ш. 30°23′25″ в. д.                                  | |
| Церковь иконы Божией Матери «Знамение»                                   | 1734—1747             | Храм в стиле Петровское барокко, построен по проекту архитектора Ивана Бланка, возможно, при участии Михаила Земцова. Престол: - Иконы Божией Матери «Знамение» Настоятель — протоиерей Никита Геннадьевич Зверев. Объект культурного наследия № 7810475004 |             | Пушкин, Садовая улица, 2-а 59°43′04″ с. ш. 30°23′49″ в. д.                                          | Приписана к Екатерининскому собору. |
| Церковь Воскресения Христова                                             | 1746—1756             | Храм в стиле Елизаветинское барокко, построен по проекту архитектора Бартоломео Растрелли. Престол: - Обновления Храма Воскресения Христова в Иерусалиме Настоятель — протоиерей Никита Геннадьевич Зверев. Объект культурного наследия № 7810447035 |             | Пушкин, Садовая улица, 1 59°43′01″ с. ш. 30°23′49″ в. д.                                            | Приписана к Софийскому собору. Расположена в Екатерининском дворце. Богослужения эпизодические.                                                                 |
| Церковь Казанской иконы Божией Матери                                    | 1785—1790             | Храм в стиле классицизм, построен по проекту архитектора Джакомо Кваренги. Престол: - Казанской иконы Божией Матери Настоятель — протоиерей Геннадий Леонидович Зверев. Объект культурного наследия № 7810450000 |             | Пушкин, Казанское кладбище 59°41′37″ с. ш. 30°23′17″ в. д.                                          | Приписана к Софийскому собору. В отдельно стоящей колокольне — часовня святителя Николая Чудотворца.                                                            |
| Церковь святого великомученика Пантелеимона Целителя                     | между 1846 и 1852     | Храм в стиле эклектики построен, возможно, по проекту архитектора Николая Никитина. Престол: - святого великомученика Пантелимона Настоятель — протоиерей Геннадий Леонидович Зверев. Объект культурного наследия № 7801307000 |             | Пушкин, Госпитальная улица, 15 59°43′03″ с. ш. 30°25′15″ в. д.                                      | Приписана к Софийскому собору. |
| Церковь Рождества Пресвятой Богородицы                                   | 1870—1872             | Храм в стиле эклектики, построен по проекту архитекторов Ипполита Монигетти и Александра Видова. Престол: - Рождества Пресвятой Богородицы Настоятель — протоиерей Геннадий Леонидович Зверев. Объект культурного наследия № 7810465001 |             | Пушкин (Санкт-Петербург), Набережная улица, 12/66 59°42′55″ с. ш. 30°24′44″ в. д.                   | Приписана к Софийскому собору. Находится в здании бывшей Царскосельской Николаевской гимназии. Богослужения не совершаются.                                     |
| Церковь преподобного Сергия Радонежского                                 | 1889 (1903—1904)      | Храм в стиле классицизма, построен по проекту архитектора Александра Успенского. Престол: - Преподобного Сергия Радонежского Настоятель — протоиерей Геннадий Леонидович Зверев. |             | Пушкин (Санкт-Петербург), Фуражный переулок, 4 59°42′26″ с. ш. 30°22′51″ в. д.                      | Приписана к Софийскому собору. При Духовно-просветительском центре Царскосельского благочиния. Бывший храм лейб-гвардии 2-го стрелкового Царскосельского полка. |
| Церковь святого мученика Иулиана Тарсийского                             | 1894—1899             | Храм в русском стиле, построен по проекту архитектора Владимира Курицына, при участии Сильвио Данини. Престолы: - святого мученика Иулиана Тарсийского - святого пророка Илии (нижний) Настоятель — протоиерей Геннадий Леонидович Зверев. Объект культурного наследия № 7810448000 |             | Пушкин (Санкт-Петербург), Кадетский бульвар, 7 59°42′24″ с. ш. 30°24′14″ в. д.                      | Приписана к Софийскому собору. Бывший храм лейб-гвардии Кирасирского его величества полка. Богослужения проводятся раз в неделю, реставрируется.                |
| Церковь-часовня святого благоверного князя Игоря Черниговского           | 1997—1998             | Храм построен по проекту архитектора В. Б. Бухаева, при участии Е. Л. Светловой. Престол: - святого благоверного князя Игоря Черниговского Настоятель — иерей Никита Геннадьевич Зверев. |             | Пушкин, Московская улица, 24 59°43′06″ с. ш. 30°24′40″ в. д.                                        | Приписана к Екатерининскому собору. |
| Часовня-храм Архангела Михаила                                           | 2011                  | Деревянный храм. Престол: - Архангела Михаила Настоятель — иерей Алексий Георгиевич Щулькин. |             | Шушары, микрорайон Славянка, перекрёсток Полоцкой и Ростовской улиц 59°44′14″ с. ш. 30°27′53″ в. д. | Строится церковь иконы Божией Матери «Скоропослушница» |
| Церковь святителя Спиридона Тримифунтского                               | 2012—2013             | Деревянный храм в русском стиле. Престол: - святителя Спиридона Тримифунтского Настоятель — иерей Сергий Юрьевич Калинин. |             | Шушары, Детскосельский, Центральная улица 59°43′29″ с. ш. 30°27′31″ в. д.                           | |
| Храм Успения Пресвятой Богородицы на кладбище в Московской Славянке      | 2016—2017             | Храм в неорусском стиле. Престол: - Успения Пресвятой Богородицы Настоятель — иерей Сергий Игоревич Ситников. |             | Шушары, квартал Московская Славянка, за домом 2а 59°44′54″ с. ш. 30°29′59″ в. д.                    | |
| Часовня Благовещения Пресвятой Богородицы                                | 2005—2007             | Храм в стиле эклектики, построен по проекту архитектора С. Н. Кондратьева. Настоятель — протоиерей Геннадий Леонидович Зверев. |             | Пушкин, Петербургское шоссе, Кузьминского кладбища 59°44′50″ с. ш. 30°23′43″ в. д.                  | Приписана к Софийскому собору. |
| Церковь Казанской иконы Божией Матери                                    | 1996—1997             | Храм в стиле эклектики, построен по проекту архитектора Е. Л. Светловой. Престол: - Казанской иконы Божией Матери Настоятель — протоиерей Борис Леонидович Куприянов. |             | Александровская, улица Клин, 2 59°44′11″ с. ш. 30°21′02″ в. д.                                      | |
| Часовня Казанской иконы Божией Матери                                    | 1996                  | Часовня при храме. Престол: - Казанской иконы Божией Матери Настоятель — протоиерей Борис Леонидович Куприянов. |             | Александровская, улица Клин, 2 59°44′11″ с. ш. 30°21′02″ в. д.                                      | Приписана к церкви Казанской иконы Божией Матери, находится на её территории.                                                                                   |
| Церковь Воскресения Христова                                             | 2006—2008             | Храм в неорусском стиле, построен по проекту архитектора Сергея Крюкова. Престол: - Обновления Храма Воскресения Господня в Иерусалиме Настоятель — иерей Евгений Леонидович Федосеенко. |             | Шушары, Пушкинская улица, 12 59°48′28″ с. ш. 30°23′03″ в. д.                                        | Якутский приход |
| Церковь-часовня святой блаженной Ксении Петербургской                    | 2006                  | Храм построен по проекту архитекторов Сергея Крюкова и Б.Г. Костыгова. Престол: - Святой блаженной Ксении Петербургской Настоятель — иерей Евгений Леонидович Федосеенко. |             | Шушары, Пушкинская улица, 12 59°48′25″ с. ш. 30°23′25″ в. д.                                        | Приписана к церкви Воскресения Христова, находится в её ограде.                                                                                                 |
| Церковь святителя Николая Чудотворца                                     | 2017—2018             | Храм в неорусском стиле. Престол: - Святителя Николая Чудотворца Настоятель — иерей Александр Иванов. |             | Шушары, Первомайская улица, рядом с домом 20 59°48′22″ с. ш. 30°22′20″ в. д.                        | |
| Часовня святителя Тихона Московского                                     | 1992—1994             | Храм в стиле эклектики, построен по проекту архитектора Н. П. Величко. Настоятель — протоиерей Геннадий Леонидович Зверев. |             | С.-Петербург, Волхонское шоссе, Южное кладбище 59°45′41″ с. ш. 30°16′07″ в. д.                      | Приписана к Софийскому собору. Находится на Южном кладбище. |
| Собор святителя Николая Чудотворца                                       | 1900—1904             | Храм в русском стиле, построен по проекту архитектора Александра фон Гогена. Престол: - Святителя Николая Чудотворца Настоятель — протоиерей Димитрий Викторович Юревич. Объект культурного наследия № 7802287000 |             | Павловск, Артиллерийская улица, 2 59°40′40″ с. ш. 30°27′00″ в. д.                                   | |
| Церковь святой равноапостольной Марии Магдалины                          | 1781—1784             | Храм в стиле классицизм, построен по проекту архитектора Джакомо Кваренги. Престол: - Святой равноапостольной Марии Магдалины Настоятель — протоиерей Даниил Иванович Ранне. Объект культурного наследия № 7810349000 |             | Павловск, Садовая улица, 17 59°41′06″ с. ш. 30°26′47″ в. д.                                         | |
| Церковь святых апостолов Петра и Павла                                   | 1799                  | Храм в стиле классицизм, построен по проекту архитектора Винченцо Бренна. Престол: - Святых апостолов Петра и Павла Настоятель — протоиерей Даниил Иванович Ранне. Объект культурного наследия № 7810339037 |             | Павловск, Садовая улица, 20 59°41′05″ с. ш. 30°27′13″ в. д.                                         | Приписана к церкви святой равноапостольной Марии Магдалины. Домовая при Павловском дворце.                                                                      |
| Церковь Святой Троицы                                                    | 2007—2008             | Деревянный храм. Престол: - Святой Троицы Настоятель — протоиерей Геннадий Леонидович Зверев. |             | Павловск, Конюшенная улица, 11-а 59°41′06″ с. ш. 30°26′28″ в. д.                                    | Приписана к Софийскому собору. Находится на территории пожарной части №31.                                                                                      |
| Часовня...                                                               | 2013                  | Настоятель — протоиерей Димитрий Викторович Юревич. |             | Павловск, Городское кладбище 59°40′28″ с. ш. 30°26′25″ в. д.                                        | Приписана к собору святителя Николая Чудотворца. На Городском кладбище, проектируется.                                                                          |
| Церковь Преображения Господня                                            | 1912—1914             | Храм в неорусском стиле, построен по проекту архитекторов Алексея Захарова и Николая Рклицкого. Престолы: - Преображения Господня - Святой Троицы Настоятель — протоиерей Александр Иванович Покрамович. |             | Тярлево, улица Спортивная, 2 59°41′59″ с. ш. 30°26′57″ в. д.                                        | |
| Церковь святой великомученицы Екатерины и Рождества Пресвятой Богородицы | 1743—1747             | Храм в стиле эклектики, построен по проекту неизвестного архитектора, последующие перестройки совершали Доменико Адамини и Александр Резанов. Престолы: - Рождества Пресвятой Богородицы (верхний) - Святой великомученицы Екатерины (нижний) Настоятель — протоиерей Олег Александрович Скоморох. Объект культурного наследия № 7810340003                                                      |             | Павловск, посёлок Динамо, Парковая улица, 1 59°39′13″ с. ш. 30°24′36″ в. д.                         | |
| Церковь Покрова Пресвятой Богородицы                                     | 2003—2007             | Храм построен по проекту архитекторов Д. Ю. Кожина и А. И. Кицулы. Престол: - Покрова Пресвятой Богородицы Настоятель — протоиерей Александр Аркадьевич Стенинг. |             | Лесное, проспект Племзавода 59°39′58″ с. ш. 30°15′23″ в. д.                                         | |

### Храмы благочиния, находящиеся за его территорией
| Название                               | Период строительства | Краткое описание | Изображение | Адрес                                                          | Комментарии                       |
| -------------------------------------- | -------------------- | --- | ----------- | -------------------------------------------------------------- | --------------------------------- |
| Церковь Смоленской иконы Божией Матери | 1850—1857            | Храм в русско-византийском стиле, построен по проекту архитектора Б. Б. Гейденрейха. Престолы: - Смоленской иконы Божией Матери - Рождества Христова (нижний) Настоятель — протоиерей Геннадий Леонидович Зверев. Объект культурного наследия № 4701450000 |             | Мыза, Тосненский район. 59°32′00″ с. ш. 30°36′19″ в. д.        | Приписана к Софийскому собору.    |
| Церковь Преображения Господня          | 1830                 | Храм в стиле классицизм. Престолы: - Преображения Господня - Преподобного Варлаама Хутынского - Преподобного Александра Свирского Настоятель — иерей Герман Александрович Ранне. Объект культурного наследия № 4700558000                                  |             | Пидьма, улица Покровского, 51. 60°58′38″ с. ш. 34°40′28″ в. д. | Приписана к Феодоровскому собору. |

### Храмы других благочиний на территории округа
| Название | Период строительства | Краткое описание | Изображение | Адрес                                                                            | Комментарии |
| --- | -------------------- | --- | ----------- | -------------------------------------------------------------------------------- | --- |
| Церковь иконы Божией Матери «Всех скорбящих Радость»                                                                          | 1912—1914            | Храм в неорусском стиле, построен по проекту архитектора Сильвио Данини. Престол: - Иконы Божией Матери «Всех скорбящих Радость» Настоятель — иерей Александр Сергеевич Антонов.                          |             | Пушкин (Санкт-Петербург), Леонтьевская улица, 35 59°43′29″ с. ш. 30°24′37″ в. д. | Находится в здании бывшей общины Красного Креста. Относится к Больничному благочинию. |
| Храм святого великомученика Димитрия Солунского и преподобной Марии Египетской при Пушкинском противотуберкулёзном диспансере | 1906—1907            | Храм в стиле модерн, построен по проекту архитектора Сильвио Данини. Престол: - святого великомученика Димитрия Солунского и преподобной Марии Египетской Настоятель — иерей Александр Сергеевич Антонов. |             | Пушкин (Санкт-Петербург), Павловское шоссе, 14 59°42′28″ с. ш. 30°25′02″ в. д.   | Находится в здании бывшего приюта Марии Александровны Дрожжиной для защиты материнства и грудных детей. Относится к Больничному благочинию.                                                  |
| Церковь-часовня святой мученицы царицы Александры                                                                             | 2001                 | Престол: - святой мученицы царицы Александры |             | Пушкин, Парковая улица, 64/68 59°42′35″ с. ш. 30°22′44″ в. д.                    | Относится к Больничному благочинию. Окормляется церковью Казанской иконы Божией Матери. Находится в здании Научно-исследовательского детского ортопедического института имени Г. И. Турнера. |
| Церковь святого великомученика Пантелеимона Целителя                                                                          | 2011                 | Престол: - святого великомученика Пантелимона |             | Павловск, Елизаветинская улица, 11 59°40′36″ с. ш. 30°25′56″ в. д.               | Относится к Больничному благочинию. Окормляется церковью святой равноапостольной Марии Магдалины. Домовая, при Доме-интернате №4 для детей с множественными нарушениями.                     |
| Часовня святого великомученика Пантелеимона Целителя                                                                          | 2011                 | Престол: - святого великомученика Пантелеимона |             | Павловск, улица Мичурина, 34 59°40′36″ с. ш. 30°25′36″ в. д.                     | Относится к Больничному благочинию. Окормляется церковью святой равноапостольной Марии Магдалины. Домовая, при туберкулёзной больнице №8.                                                    |
| Часовня святого великомученика Пантелеимона Целителя                                                                          | 2011                 | Престол: - святого великомученика Пантелимона |             | Павловск, Садовая улица, 49 59°41′04″ с. ш. 30°28′29″ в. д.                      | Относится к Больничному благочинию. Окормляется церковью святой равноапостольной Марии Магдалины. Домовая, при Доме ветеранов войны № 1.                                                     |